# Musée des transports urbains, interurbains et ruraux
Das Musée des transports urbains, interurbains et ruraux, deutsch etwa Museum für Stadt- und Überlandverkehr, sowie Verkehr in ländlichen Regionen, ist ein Verkehrsmuseum in Chelles, einem Vorort von Paris. Die Sammlung des Museums besteht aus rund 70 Bussen, Straßenbahnen und anderen Fahrzeugen sowie aus verschiedenen Exponaten, Artefakten und Dokumenten zur Geschichte des öffentlichen Personennahverkehrs in Frankreich.

## Geschichte
Als nach dem Zweiten Weltkrieg die meisten Straßenbahnen in Frankreich ihren Betrieb einstellten, beschloss eine Gruppe von Verkehrsfreunden eine Sammlung von Straßenbahnwagen aufzubauen, um den zukünftigen Generationen die alten Verkehrsmittel und ihre Geschichte zu zeigen. Zu diesem Zweck wurde 1957 die Association pour le Musée des Transports Urbains, Interurbains et Ruraux ‚Verein für das Museum für Stadt- und Überlandverkehr, sowie Verkehr in ländlichen Regionen‘ (AMTUIR) gegründet.
Die Sammlung war zunächst in Malakoff untergebracht und war ab 1964 der Öffentlichkeit zugänglich. Im Jahr 1972 zog das Museum nach Saint-Mandé um, bis 1998 das Depot geräumt werden musste und das Museum seine Pforten schloss. In Colombes sollte in Zusammenarbeit mit der RATP, dem wichtigsten Mäzen der Institution, ein neues Museum entstehen, doch dieses Vorhaben wurde verworfen. Ein Teil der Sammlung wurde in einem Lagerhaus in Chelles untergebracht, das von Paris in einer Stunde mit dem RER zu erreichen ist. Seit 2010 ist die Sammlung an diesem provisorischen Standort wieder zugänglich – zunächst nur während der Journées Européennes du Patrimoine und in der Nacht der Museen, ab 2017 wieder ein- bis zweimal im Monat an einem Samstag. Hauptgeldgeber für den Unterhalt des Museums und der Sammlung ist die RATP.

## Sammlung
Das Museum ist bekannt für seine umfangreiche Sammlung von Pariser Bussen, Straßenbahnen und Metrofahrzeugen sowie für Fahrzeuge aus dem frühen 20. Jahrhundert, die im Überlandverkehr und in ländlichen Gebieten eingesetzt wurden. Darunter befindet sich ein doppelstöckiger Bus von Brillié-Schneider aus dem Jahr 1906 und ein Zug mit zweiachsigen Holzkastenfahrzeugen, den die RATP anlässlich des 100-jährigen Jubiläums der Pariser Metro nachgebaut hat. Auch eine Pferdestraßenbahn aus der Stadt Neuenburg in der Schweiz gehört zur Sammlung. Ein Standardwagenanhänger der Strassenbahn Zürich befand sich ebenfalls eine Zeit lang in der Sammlung, kehrte aber 2013 nach Zürich zurück.

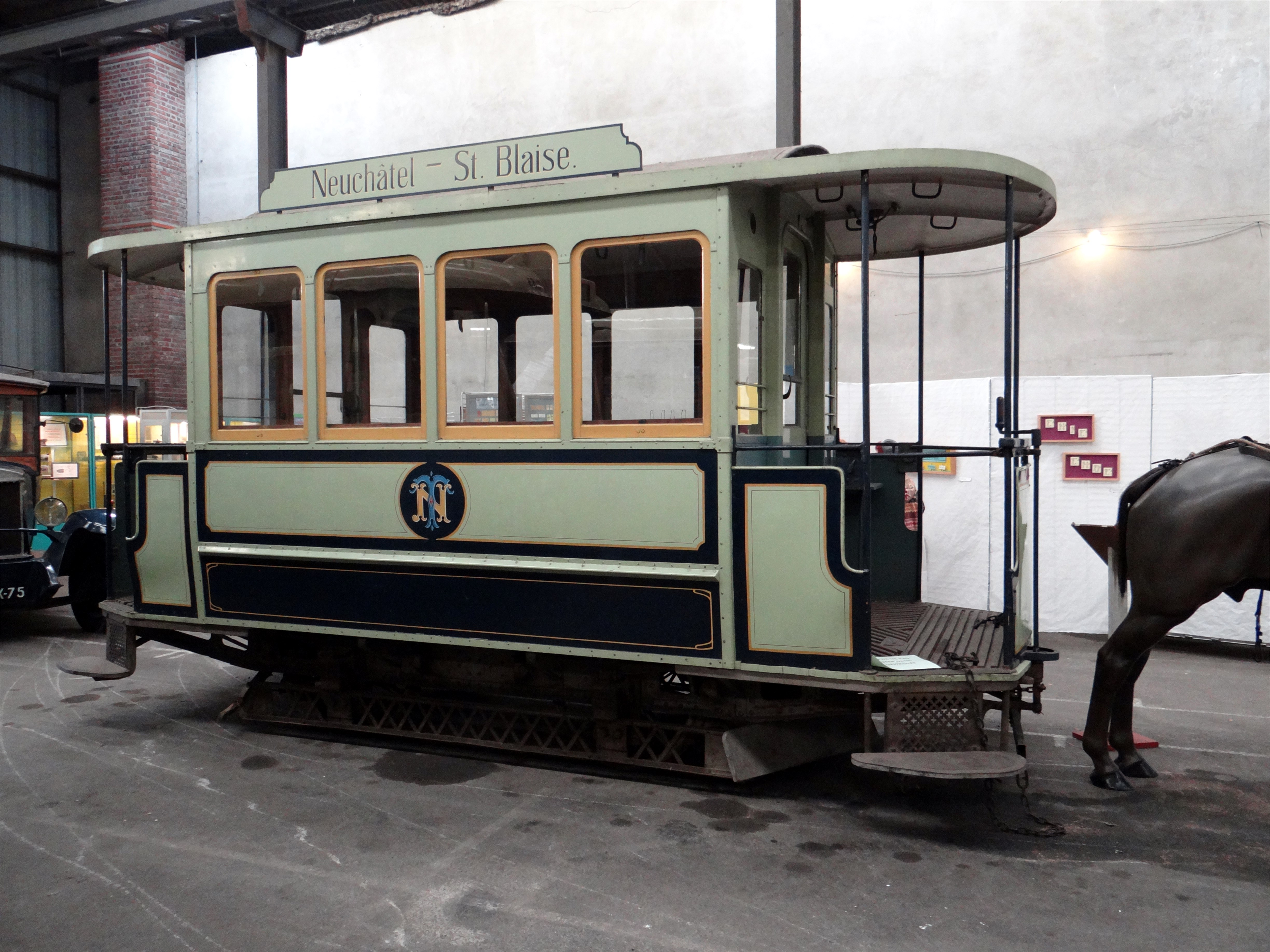
Pferdestraßenbahnwagen aus Neuenburg, Schweiz
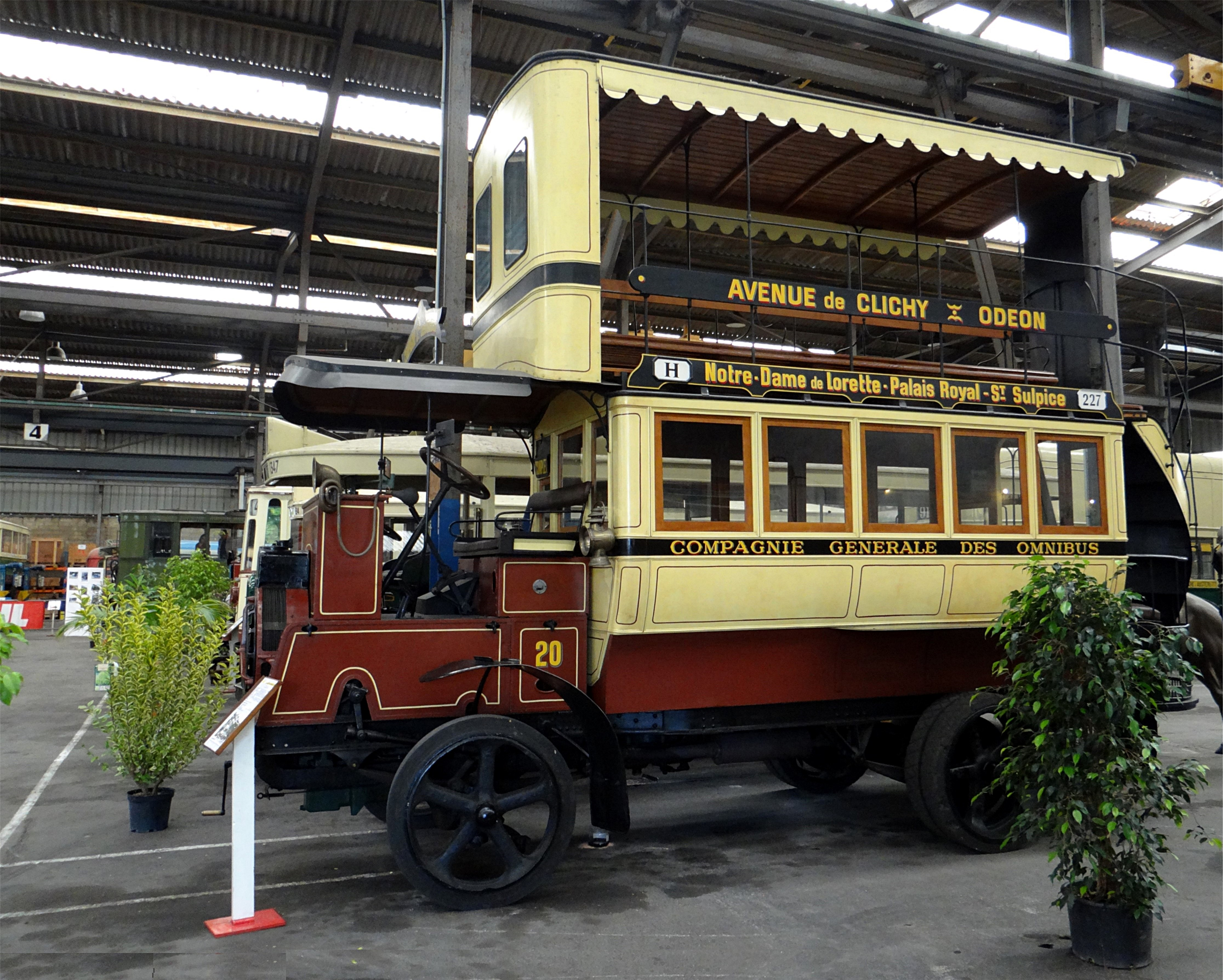
Omnibus von Brillié-Schneider, der von der Compagnie Générale des Omnibus (CGO) ab 1906 in Paris eingesetzt wurde
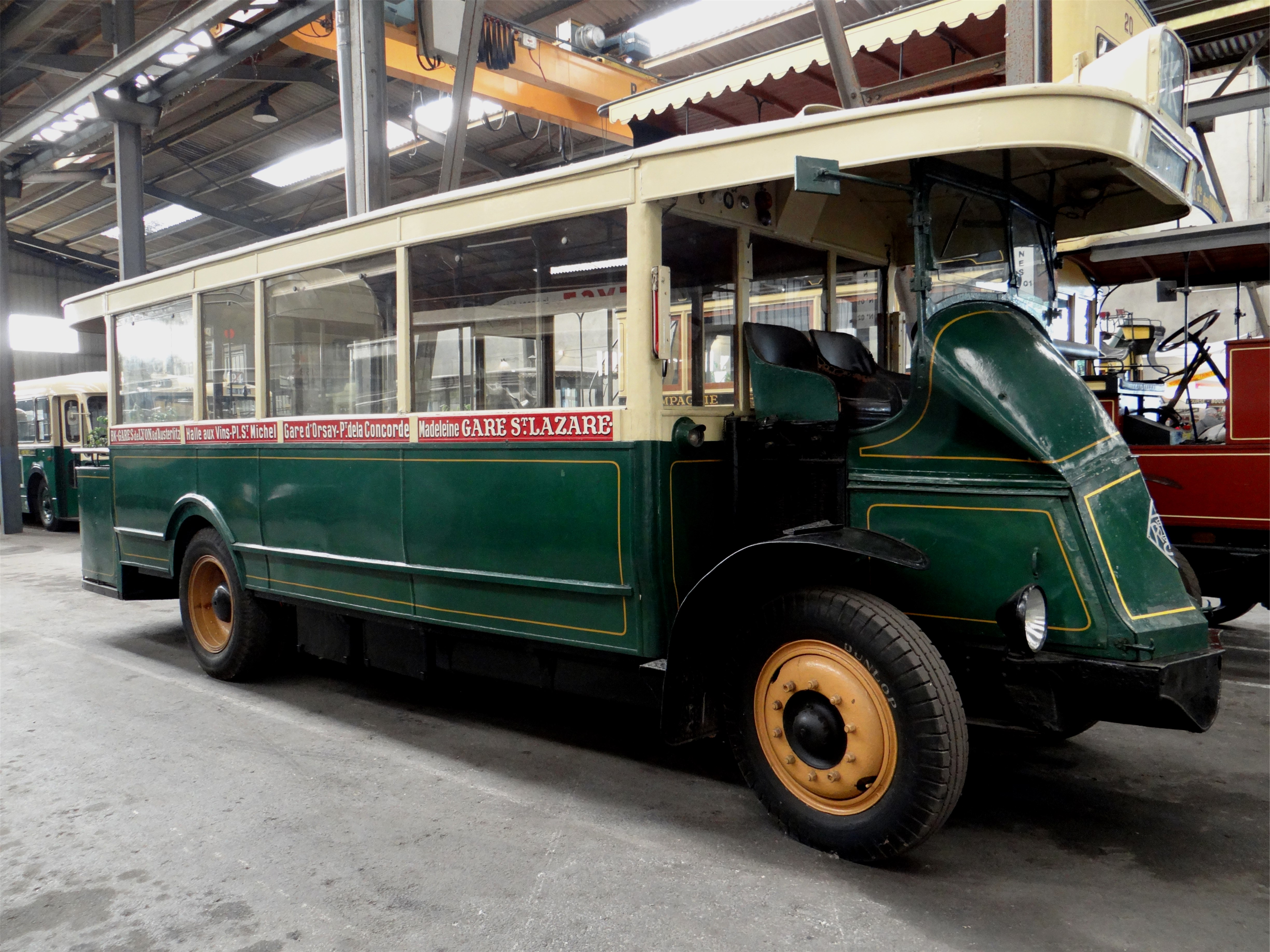
Renault-Omnibus von 1927 der von der Société des transports en commun de la région parisienne (STCRP) eingesetzt wurde
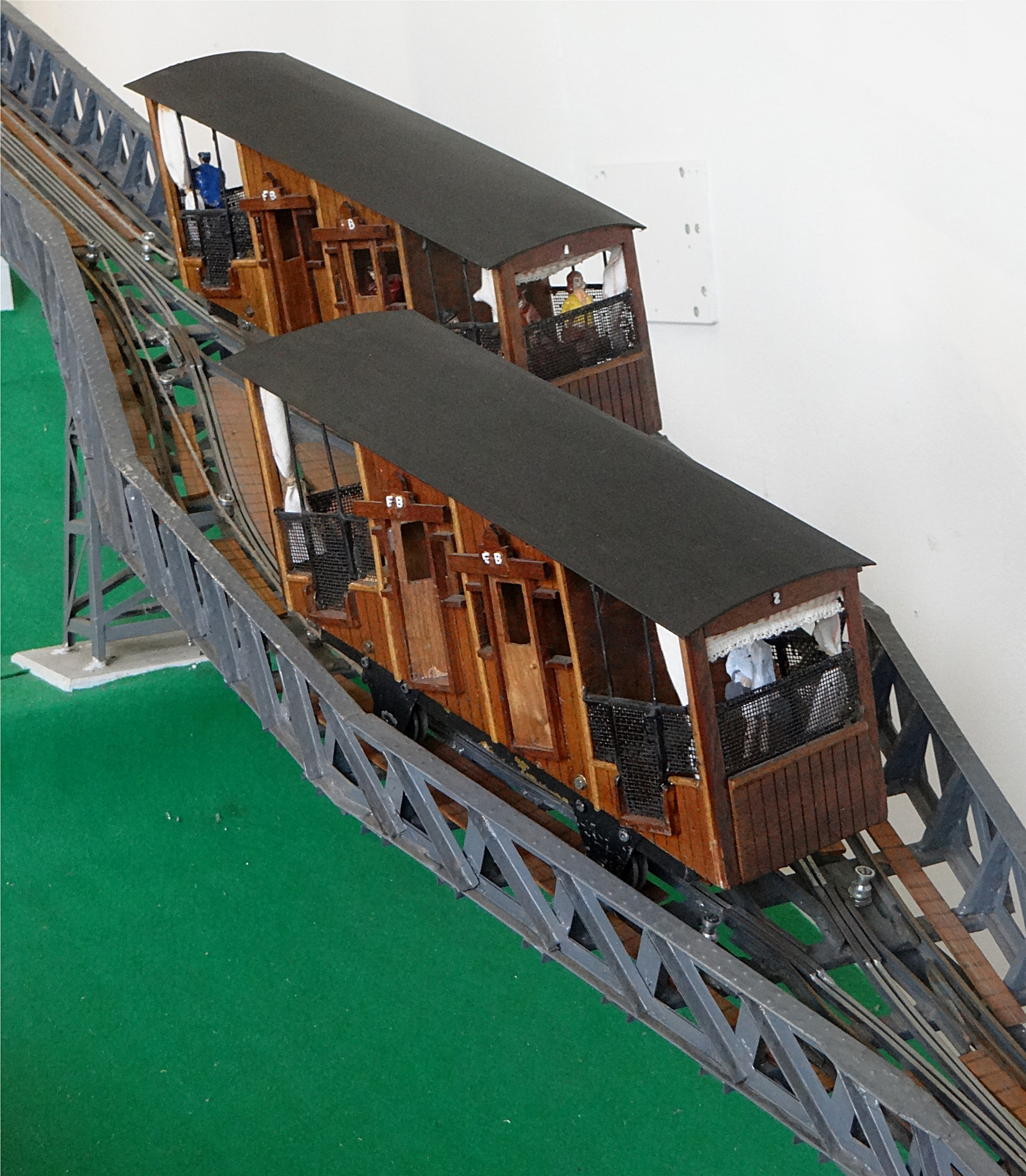
Modell der Standseilbahn Bellevue
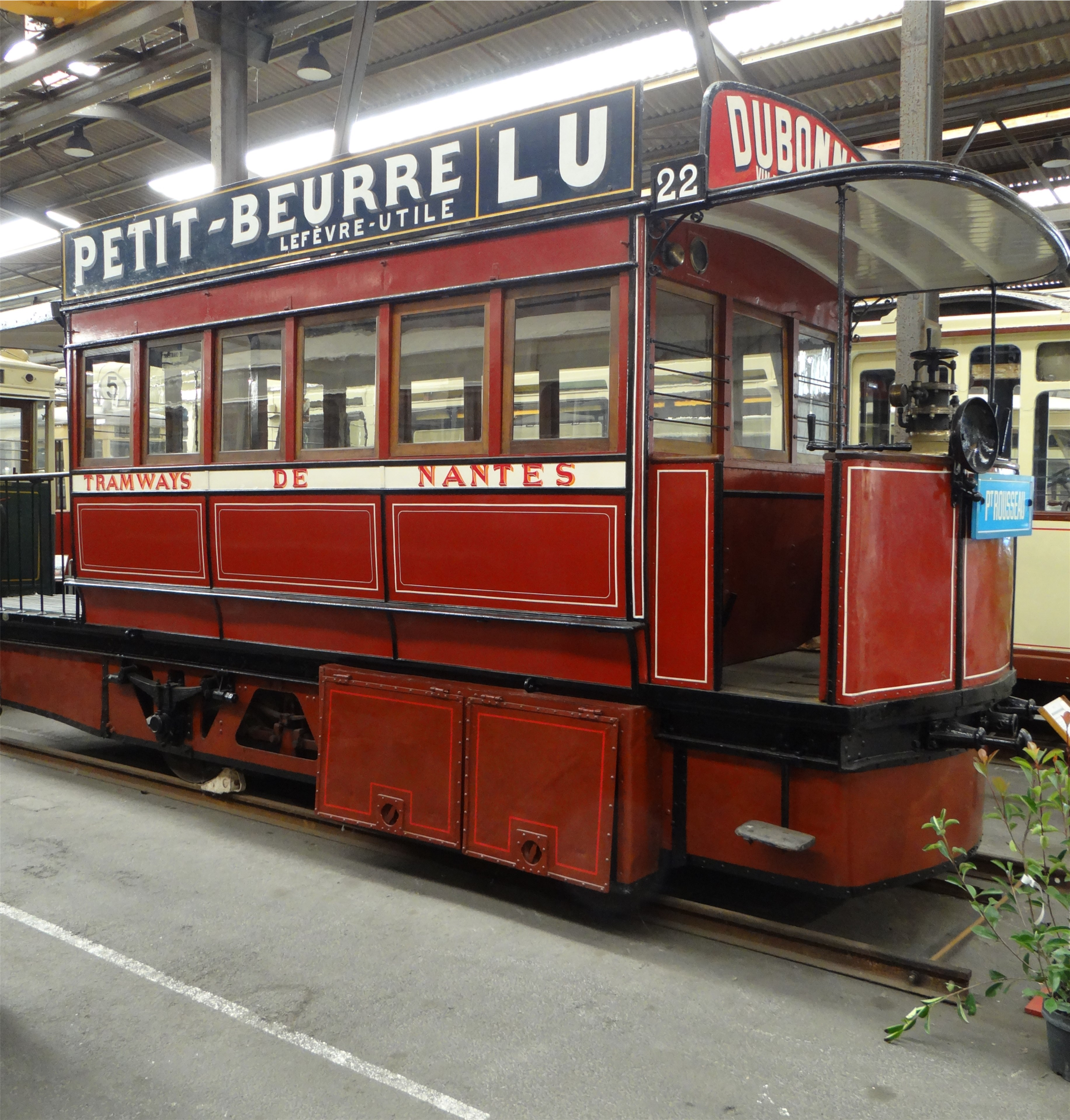
Drucklufttriebwagen der Straßenbahn Nantes